# Мортемер (Приморская Сена)
Мортемер (фр. Mortemer) — коммуна на севере Франции, регион Нормандия, департамент Приморская Сена, округ Дьеп, кантон Нёшатель-ан-Бре.

## География

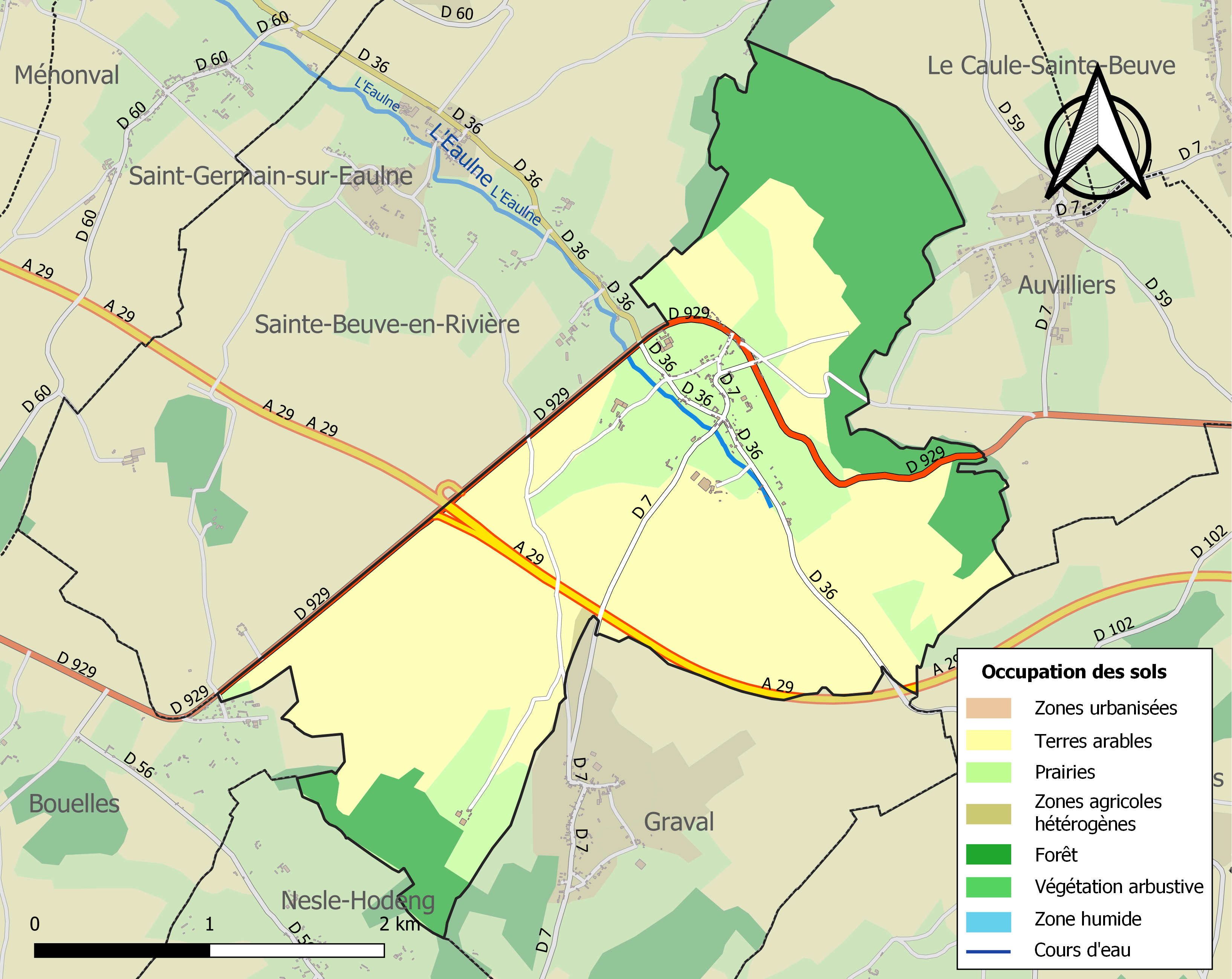
Карта Мортемера

Мортемер — небольшой лесной и фермерский посёлок, расположенный в долине реки Ольн в области Пеи-де-Бре примерно в 23 милях (37 км) к юго-востоку от Дьеппа. Находится на пересечении дорог дорог D7, D36 и D929. Через Мортимер проходит автомагистраль А29.

## Название
Впервые название поселения встречается в 1035 году, где оно названо Mortuum mare. Хотя встречалась версия, что такое название появилось в честь Мёртвого моря после Крестовых походов, но в настоящее время она признана несостоятельной, поскольку Мортемер впервые упоминается до Первого крестового похода. В названии присутствует слог «мер» (фр. mer), который произошёл либо от латинского mare (океан) в значении «область стоячей воды», либо от западногерманского mari (озеро, водоём). Первая же часть топонима произошла от прилагательного morte, означающего «спящий, застойный».
Во Франции существовало ещё 2 топонима с таким названием: Мортемер в департаменте Уаза (Пикардия) и Мортемер в департаменте Эр, где было основано Аббатство Мортемер.

## История
В 1054 году в Мортемере существовал замок, которым владел нормандский барон Роджер де Мортемер, владевший обширными землями в Пеи-де-Ко. Вероятно, что его он получил от герцога Вильгельма Завоевателя. Замок располагался на границе герцогства Нормандии по направлению к Амьену. В 1054 году в Нормандию вторгся французский король Генрих I, и около замка состоялась битва при Мортемере, в которой нормандская армия, одним из командиров которой был Роджер, разбила французов. Сам Роджер захватил в плен командующего армией противника Рауля де Крепи, графа Валуа, приходившемся ему тестем. Мортемер обошёлся с ним по-рыцарски: проводил в свой замок, охранял 3 дня, а затем проводил в безопасное место, отпустив его. Подобное вызвало ярость нормандского герцога, который конфисковал все владения Мортимера, передав их его родственнику, Гильому де Варенну. Хотя позже Роджер примирился с Вильгельмом, после чего большая часть земель была ему возвращена, но 2 замка, включая в Мортемер, осталась у Уильяма. Позже Мортимер был возвращен Ральфу де Мортимеру, сыну Роджера, который принимал участие в Нормандском завоевании Англии. Он сохранил родовое прозвание, которое позже англицизировалось в «Мортимер».

## Население
| Год  | Численность | Численность |
| ---- | ----------- | ----------- |
| 2013 | 90          |             |
| 2015 | 82          | [ 11 ]      |
| 2016 | 83          | [ 12 ]      |
| 2017 | 83          | [ 13 ]      |
| 2018 | 84          | [ 14 ]      |
| 2019 | 83          | [ 15 ]      |
| 2020 | 86          | [ 16 ]      |
| 2021 | 87          | [ 17 ]      |
| 2022 | 90          | [ 4 ]       |